# Monster Burner
Monster Burner est un jeu iOS développé par Ubisoft Montréal et édité par Ubisoft et sorti le 3 novembre 2011.

## Accueil
Le jeu a un score Metacritic de 85% basé sur 6 avis critiques.
SlideToPlay a écrit "Monster Burner peut sembler simple, mais son utilisation d'un grand écran tactile et d'une connexion Internet vous fera apprécier l'appareil sur lequel vous jouez". 148Apps a déclaré "Monster Burner est un mélange fantastique de différents types de jeux garantissant qu'il plaira à presque tout le monde. Il y a même un mode spécial, à côté des nombreux autres niveaux, destinés aux enfants. C'est un véritable must have pour tous les joueurs sur iPad".
Gamezebo a écrit "Une explosion. Littéralement. Le gameplay est amusant et stimulant, les graphismes et le son sont totalement charmants et l'expérience globale est totalement addictive. Choisissez celui-ci - vous ne le regretterez pas". Pocket Gamer UK a écrit "Ne vous laissez pas tromper par l'esthétique: Monster Burner est un casse-tête d'arcade difficile".